# Ali Alaca
Ali Alaca (* 18. August 1997) ist ein österreichischer Fußballspieler.

## Karriere
Alaca begann seine Karriere beim SC Team Wiener Linien. Im März 2012 kam er in die Akademie des SK Rapid Wien. Im März 2013 wechselte er in die AKA Burgenland. Im Oktober 2014 wechselte er nach Tschechien in die Jugend des 1. SC Znojmo. Im Oktober 2015 debütierte er für die Profis von Znojmo in der FNL, als er am neunten Spieltag der Saison 2015/16 gegen den FK Pardubice in der 80. Minute für Bronislav Stáňa eingewechselt wurde. Bis Saisonende kam er zu vier Einsätzen in der zweithöchsten tschechischen Spielklasse.
Zur Saison 2016/17 kehrte Alaca zum viertklassigen SC Team Wiener Linien zurück. Für die Wiener Linien kam er zu 17 Einsätzen in der Wiener Stadtliga, in denen er zwei Tore erzielte. Zur Saison 2017/18 schloss er sich dem Regionalligisten FCM Traiskirchen an. Für die Niederösterreicher absolvierte er in zwei Spielzeiten 53 Spiele in der Regionalliga, in denen er 13 Tore erzielte. Zur Saison 2019/20 kehrte er wieder zum inzwischen ebenfalls drittklassigen Ligakonkurrenten Team Wiener Linien zurück. Für die Wiener kam er zu elf Regionalligaeinsätzen und erzielte dabei fünf Tore.
Im Jänner 2020 wechselte Alaca zum Ligakonkurrenten ASK Ebreichsdorf. Für Ebreichsdorf kam er bis zum Saisonabbruch zwei Mal zum Einsatz und erzielte zwei Tore. Nach der Saison 2019/20 zog sich der Verein aus der Regionalliga zurück. Daraufhin wechselte er zur Saison 2020/21 zum SV Stripfing. In Stripfing konnte er sich aber nie richtig durchsetzen, in drei Jahren beim Team kam er zu 16 Regionalligaeinsätzen. Mit Stripfing stieg er 2022/23 in die 2. Liga auf, in der Aufstiegssaison war er aber ausschließlich für die zweite Mannschaft in der siebten Liga im Einsatz.
Nach dem Aufstieg wechselte Alaca zur Saison 2023/24 zum viertklassigen ASK Kottingbrunn.